# 青戸慎司
青戸 慎司（あおと しんじ、1967年5月7日 - ）は、和歌山県和歌山市出身の陸上競技（短距離）・ボブスレー選手、スポーツ指導者。スポーツコメンテーター、中京大学スポーツ振興部課長、スポーツ科学部非常勤講師、体育会陸上競技部副部長を務める。男子100メートル競走の元日本記録保持者である。2012年早稲田大学大学院スポーツ科学研究科修士課程で修士（スポーツ科学）を修了。
大学院では平田竹男教授（内閣官房参与、東京オリンピック競技大会・東京パラリンピック競技大会推進本部事務局長）の指導を受ける。平田研究室7期生には三浦俊也や瀧本誠、大橋未歩などがいる。修士論文の題目は「小学校授業におけるかけっこ指導法の改善に関する研究」。元公益財団法人日本オリンピック委員会強化スタッフ、元公益財団法人日本陸上競技連盟　元強化委員会女子短距離部委員、元強化育成部（U23）委員。
妻はメ～テレ元アナウンサーの大川敦子。教え子に市川華菜（ロンドン五輪400ｍR代表）、川端魁人（東京五輪4x400mR代表）らがいる。青山学院大学陸上競技部長距離ブロック監督の原晋は大学の1年先輩に当たる。

## 来歴
松江小学校6年で50mを7秒2で走り、市の100mレースに初出場。記録は14秒0で7位だった。河西中学校進学後本格的に陸上を始めるが、当初は走高跳の選手で、中2で100mに転向。
和歌山工業高校で高校1年生ながら、日本選手権100m決勝に残る。結果は8位。しかし、国体に3年連続出場し好成績を挙げる。群馬国体少年Bの100mで優勝。記録は追い風参考ながら10秒57で走った。
中京大学進学後も全日本ジュニア選抜で優勝。2大会連続でユニバーシアードにも出場。
1988年、100m10秒28の日本新記録を樹立し、日本人初の10秒3の壁を破る。1988年ソウルオリンピックにも4×100mリレーで出場した。
卒業後は大学職員として競技を続け、1992年バルセロナオリンピックの100mと4×100mリレーで出場。リレーでは第1走者を務め、60年ぶり入賞（6位）及びアジア新記録（38秒77）に貢献。
1993年、第一線から一度退き指導者となる。1995年にJOCの派遣により1年間アメリカ・コロラド州にコーチ留学。
帰国後の1997年現役復帰も、休職しボブスレー選抜合宿に参加。
1998年長野オリンピックにボブスレー4人乗りで出場。日本人男子として初の夏冬五輪出場を果たした（日本人としては橋本聖子・関ナツエについで3人目）。平野歩夢が2020年東京オリンピックに出場して夏冬五輪出場を達成するまでは日本人男子唯一の例であった。
2001年に再びボブスレーに挑戦するが断念。
2005年、フィギュアスケート・浅田真央のトレーニングコーチに就任。
2006年から文部科学省の派遣事業「オリンピック選手ふれあい事業」に参加。全国の小学校を訪問指導。
2007年、フィギュアスケート・浅田舞のトレーニングコーチに就任。
2008年、中京大学陸上競技部短距離コーチに就任。
2012年、早稲田大学大学院スポーツ科学研究科修士課程で修士（スポーツ科学）を修了。
2014年、中京大学陸上競技部監督就任。
2016年、中京大学スポーツ科学部非常勤講師。

## エピソード
- リレーで第一走者を努めることが多い理由のひとつが「海外でもプレッシャーに動じない気の強さ」だという[要出典]。

## 自己記録
- 100m 10秒28（1988年, 1989年）

## 主要大会成績

### 国際大会
| 年                               | 大会                        | 場所           | 種目    | 結果    | 記録          | 備考           |
| -------------------------------- | --------------------------- | -------------- | ------- | ------- | ------------- | -------------- |
| 1987                             | 第14回ユニバーシアード (en) | ザグレブ       | 4x100mR | 3位     | 39秒57 (1走)  |                |
| 1988                             | 第24回オリンピック          | ソウル         | 4x100mR | 準決勝  | 38秒90 (1走)  | 当時日本記録   |
| 1989                             | 第2回世界室内選手権         | ブダペスト     | 60m     | 予選    | 6秒76         |                |
| 1989                             | 第15回ユニバーシアード (en) | デュースブルク | 100m    | 準決勝  | 10秒71 (-1.0) |                |
| 1989                             | 第15回ユニバーシアード (en) | デュースブルク | 4x100mR | 予選    | DQ (1走)      |                |
| 1990                             | 第11回アジア大会 (en)       | 北京           | 100m    | 準決勝  |               |                |
| 1992                             | 第25回オリンピック          | バルセロナ     | 100m    | 2次予選 | 10秒53 (0.0)  |                |
| 1992                             | 第25回オリンピック          | バルセロナ     | 4x100mR | 6位     | 38秒77 (1走)  | 当時アジア記録 |
| 1993                             | 第4回世界室内選手権         | トロント       | 60m     | 予選    | 6秒87         |                |
| 『日本陸上競技連盟七十年史』参照 |                             |                |         |         |               |                |

### 日本選手権
- 1988年までは6位以内、1989年以降は8位以内の成績を収めた大会を記載

| 年                               | 大会             | 種目    | 結果 | 記録          | 備考             |
| -------------------------------- | ---------------- | ------- | ---- | ------------- | ---------------- |
| 1986                             | 第70回日本選手権 | 100m    | 5位  | 10秒86 (-0.9) |                  |
| 1987                             | 第71回日本選手権 | 4x100mR | 優勝 | 40秒08 (1走)  | 当時大会記録     |
| 1988                             | 第72回日本選手権 | 100m    | 2位  | 10秒60(-1.0)  |                  |
| 1989                             | 第73回日本選手権 | 100m    | 優勝 | 10秒28 (+1.6) | 当時日本タイ記録 |
| 1990                             | 第74回日本選手権 | 100m    | 2位  | 10秒50(0.0)   |                  |
| 『日本陸上競技連盟七十年史』参照 |                  |         |      |               |                  |